# 泰伊王后
泰伊（Tiy，前1398年—前1338年11月21日之後），或作提亞或泰雅，古埃及新王國時期第十八王朝法老阿蒙霍特普三世的大王后，古埃及最出名的“平民王后”。艾赫米姆人。 其父为势力强大的大臣，尤亚，母为当时当哈托尔的歌手的贵妇，图玉，法老伊特努特-阿伊与大臣安恩的姐妹，她参与朝政。为阿蒙霍特普四世之母。泰伊在11岁(约公元前1387年)或12岁(约公元前1386年)时嫁给了阿蒙霍特普三世，并成为王后，阿蒙霍特普四世即位后成为其主要顾问。她最后一次出现是与孙女梅珂塔吞出现于定日为埃赫那吞统治12年(公元前1338年)11月21日的一封信上，据推测她们应该在同年相继去世。
她的木乃伊在1898年被发现，2010年确认她是阿蒙霍特普二世墓（KV35）里发现的“年长女士”。考古学家也曾经发现许多泰伊的雕像（分别在开罗博物馆、巴黎卢浮宫、柏林新博物馆）。

## 家庭
泰伊王后的父亲为势力最大的大臣，尤亚，母为歌手图玉。她是阿蒙霍特普三世的正室，埃赫那吞的母亲。大臣安恩与伊特努特-阿伊的姐姐。
泰伊王后有许多儿女，有两个女儿与她平起平坐，分别是伊西斯与塞塔蒙。她的儿子分别是埃赫那吞与图特摩斯王子，她也有五个女儿分别是塞塔蒙、伊西斯、赫努塔奈、尼貝塔和巴凯特阿吞。他也有一个本被立为太子的儿子，图特摩斯，但他在阿蒙霍特普三世去世之前死去。

### 图片

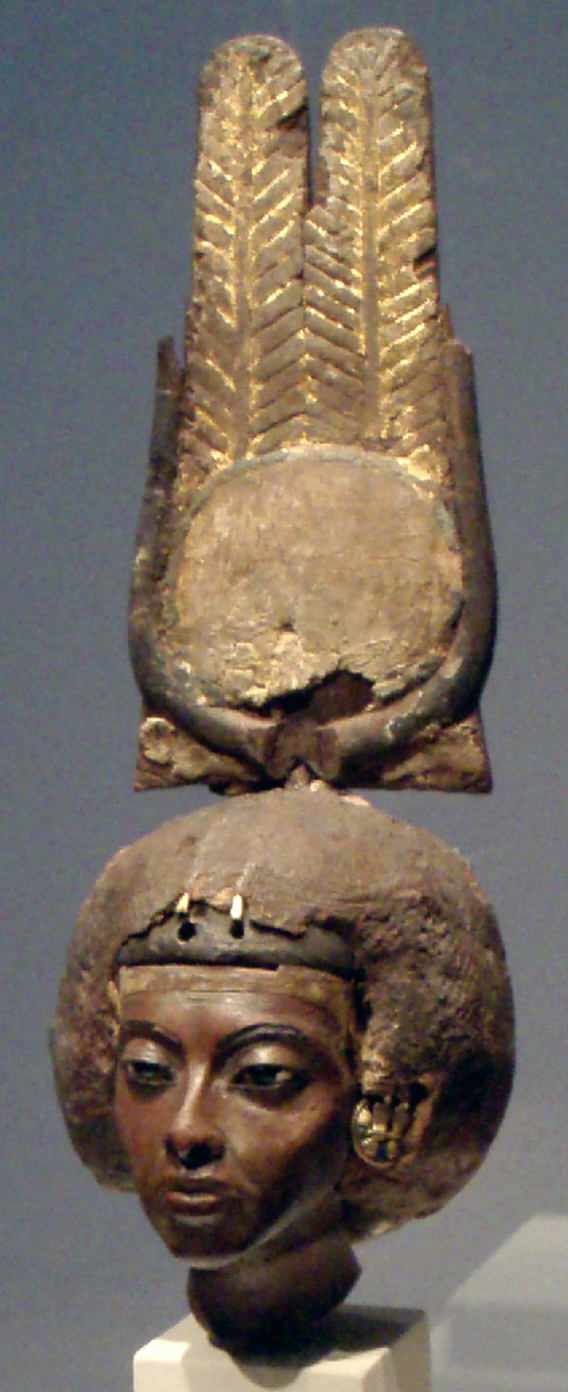
泰伊王后的头雕，现藏柏林新博物馆
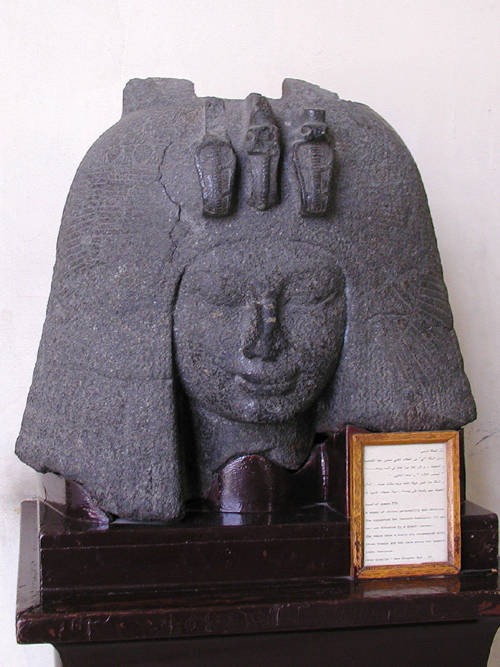
泰伊王后的头，现藏开罗博物馆
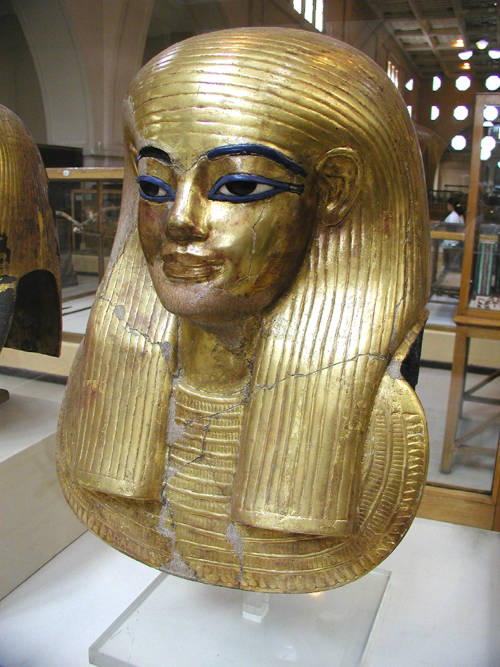
泰伊王后的父亲尤亚的金面具，现藏开罗博物馆
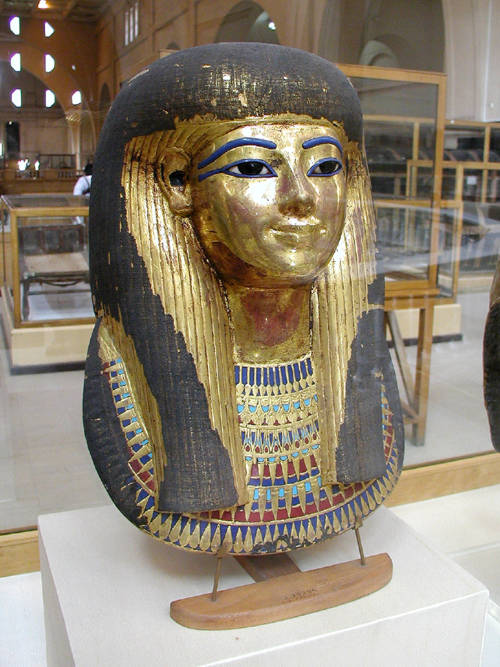
泰伊王后的母亲图玉的金面具，现藏开罗博物馆